# Бои за Юшково
Бои за Юшково (2—3 декабря 1941 года) — эпизод Битвы за Москву, произошедший между войсками РККА СССР и германского Вермахта в 45 километрах от столицы СССР города Москва.

## Предыстория

### Немецкое наступление
Начав операцию «Тайфун» 30 сентября 1941 года, германское командование добилось крупных успехов. Уже к 6 октября передовые части группы армий «Центр» овладели Вязьмой, Брянском и Орлом, попутно нейтрализовав в оперативных окружениях свыше 600 тысяч солдат и командиров РККА, чьей задачей являлась защита Москвы.
Понимая это, командование Красной армии пыталось стянуть на прорванный участок фронта максимальное количество своей живой силы. Однако имеющихся сил оказалось недостаточно для организации прочной обороны. Недостроенную Можайскую линию обороны, призванную максимально отсрочить наступление немецких войск, защищало около 90 тысяч солдат, весомую долю из которых составляли курсанты военных училищ, не имевшие боевого опыта. К 18 октября немцы заняли Калугу, Боровск, Можайск и Малоярославец, сокрушив тем самым вышеназванную оборонительную полосу.
После Калининской и Тульской операций Вермахт приостановил все наступательные действия, чтобы пополнить свои войска и развернуть дополнительные силы для финального удара по Москве.
Немецкое командование планировало взять город в окружение. Для этого 3-й и 4-й танковым армиям были поставлены задачи по взятию Клина и Солнечногорска, а 2-й танковой армии предписывалось взять Каширу и Коломну. Далее танковые группы должны были наступать в направлении Ногинска, где и планировалось закрытие окружения. В то же время 4-я армия Вермахта должна была сковать силы РККА на Наро-Фоминском (центральном) направлении.

### Прорыв немцев у Наро-Фоминска
1 декабря немцы начали прорываться к Наро-Фоминску. На южном и юго-восточном участках частям 4-й немецкой армии удалось взять деревни Атепцево, Слизнево, Савеловку и Мачихино. На северном же участке немецкие войска, столкнувшись с весомым сопротивлением 32-й стрелковой дивизии 5-й армии РККА у деревни Акулово, свернули на юг, где взяли под контроль деревню Головеньки, взяв тем самым Наро-Фоминск в полукольцо. Оттуда танковые подразделения Панцерваффе начали движение в направлении Москвы.
В ответ на прорыв немцев, командование Западного фронта передало командующему 33-й армией резервные силы, включая 18-ю стрелковую бригаду, два лыжных батальона, танковый батальон, артиллерийский противотанковый полк и дивизион реактивной артиллерии. Главной задачей командарма было ликвидировать прорвавшуюся группировку противника с помощью концентрированных ударов с северо-востока и юго-востока, а затем ударить в направлении Головеньки, для уничтожения противника и восстановления исходного положения на правом крыле армии.

### Обстановка у Юшкова
В начале декабря 1941 года немецкие войска взяли сёла Юшково, Петровское и Бурцево, которые располагались на пути к Москве. В этот момент 33-я армия генерала Ефремова была в процессе пополнения и не имела достаточных сил для сопротивления немецкому наступлению. Охрану Минского шоссе, проходящего через вышеназванные населенные пункты, обеспечивали только части 16-го пограничного отряда НКВД и сводная группа, которую возглавлял капитан Дженчураев.
По правому флангу была расположена 20-я бронетанковая рота (в составе 9 танков), которая прикрывала шоссе Юшково-Голицыно. Она взаимодействовала с другими частями РККА с целью уничтожить противника из Юшковской группировки.

## Освобождение Петровского
В тот же день в 14 часов командир батальона 136-го отдельного танкового батальона 20-й танковой бригады получил задачу немедленно атаковать противника в Петровском, уничтожить его и выйти на северо-западную окраину Петровского. Обстановка требовала быстрых и решительных действий, так как вражеские самолёты-разведчики продолжали наблюдать за расположением танков. В 14 часов 10 минут батальон перешел в атаку на Петровское, а через 5 минут 12 бомбардировщиков начали бомбить место, где ранее находились танки. Батальон сразу подбил два немецких танка, поджег ещё два и занял юго-восточную окраину Петровского. Однако из-за сильного противотанкового огня из Юшково и юго-западнее Петровского батальон не смог продвинуться вперёд. Противник обтекал правый фланг 136-го батальона и пытался проникнуть к южному разветвлению железной дороги. Четыре малых танка были высланы на северную опушку леса (в 200 метрах юго-восточнее Петровского), чтобы противодействовать противнику и приостановить его продвижение в этом направлении.

## Штурм Юшково
Приказом от 2 декабря пограничникам было поручено вытеснить немецкие части из Юшково. Капитан Дженчураев возглавил штурмовую группу из 55 бойцов и 6 танков. Группе была поставлена задача уничтожить Юшковскую группировку противника, а затем атаковать Головеньки для блокирования возможного прорыва и полного восстановления ситуации.
В ходе боя за Юшково, 2 декабря 1941 года сводная группа пограничников под командованием капитана Дженчураева смогла атаковать и освободить село от немецких войск. Несмотря на яростное сопротивление противника, атакующие временно взяли контроль над селом. Хотя пограничники и были вынуждены покинуть Юшково ночью, они смогли затормозить продвижение Вермахта в сторону Москвы.

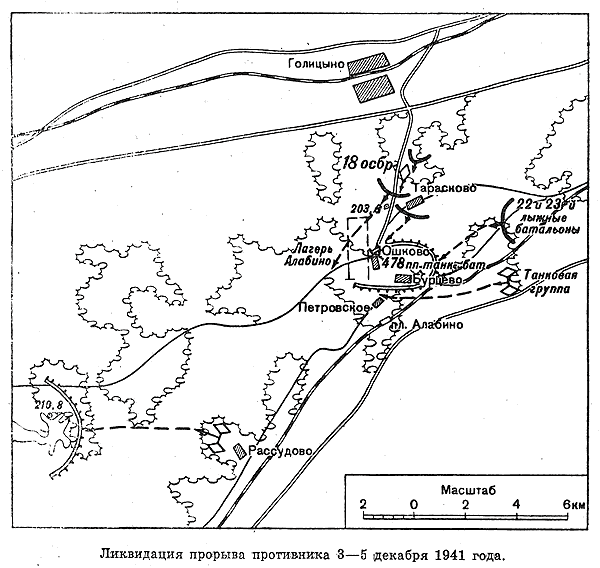
Ликвидация немецкого прорыва
с 3 по 5 декабря 1941

## Прорыв немецкой обороны
Во второй половине дня 3 декабря 1941 года, после артиллерийского обстрела, войска РККА перешли к наступлению. Одна из стрелковых рот, под командованием лейтенанта Павлова, успешно прорвалась на северную окраину Юшково. Воспользовавшись этим преимуществом, другие подразделения приступили к штурму опорного пункта. В то же время, лыжники следовавшие за танками, овладели Бурцево, окружив позиции немецких войск с юго-запада.
136-й отдельный танковый батальон преодолел северную окраину Петровского и проник в южную часть Юшково, несмотря на интенсивный огонь трёх вражеских орудий. Однако, при переходе по мосту, который соединял обе части Юшково, головной танк подорвался на мине, повредив правую гусеницу. Остановившись на месте, танк продолжал отвечать на огонь противника.
В 16:20 136-й отдельный танковый батальон достиг северной окраины Юшково и установил связь с 20-й бронетанковой ротой, чтобы координировать дальнейшие действия. Противник покинул Юшково, оставив после себя 4 орудия, винтовки и другое военное снаряжение. К этому времени уже начинало темнеть, батальон нуждался в питании для солдат, пополнении горючим и боеприпасами, ибо расход во время боев за день превысил один запас боекомплекта. Тылы батальона, которые приближались к юго-восточной окраине Петровского, к тому времени организовали доставку всего необходимого.
К концу дня сёла Юшково, Бурцево и Петровское вернулись под контроль Красной армии.

## Итоги боёв и потери сторон
Благодаря успешной обороне и наступлению советских пограничников, немецким войскам пришлось отступить. Пограничники понесли значительные потери, но их подвиг был отмечен высокими наградами. Капитан пограничников Джаманкул Дженчураев, и многие другие участники боёв, были награждены орденами и медалями «За отвагу» и мужество.

### Потери РККА
Ни точных, ни примерных данных, о потерях в этих боях пограничников и иных подразделений РККА нет.

### Потери Вермахта
По некоторым данным, за 2 дня в боях за Юшково немцы потеряли до 200 человек убитыми, 18 танков и 15 артиллерийских орудий.